# 秋田南大橋
秋田南大橋（あきたみなみおおはし）は、秋田県秋田市に存在する橋である。

## 概要
1998年（平成10年）3月30日に開通。雄物川に架かる2車線の道路橋で、秋田市の仁井田地区と豊岩地区を結ぶ。雄物川にかかる橋では秋田市で四本目となる。

長さは689メートル。

橋には上水道管やガス管、電気・電話・ケーブルテレビ等のケーブルが通り、ライフラインとしても重要な役割を担う。

## 隣の橋
雄物川橋-秋田南大橋-JR雄物川橋梁